# Magyarország a 2023. évi Európa-játékokon
Magyarország a lengyelországi Krakkóban és a Kis-lengyelországi vajdaságban megrendezett 2023. évi Európa-játékok egyik részt vevő nemzete volt. Az ország a játékokon 28 sportágban 180 versenyzővel képviselte magát.

## Érmesek
| Érem  | Versenyző | Sportág         | Versenyszám                       |
| ----- | --- | --------------- | --------------------------------- |
| Arany | Varga Ádám | Kajak-kenu      | Férfi kajak egyes 500 m           |
| Arany | Bálint Martin | Kick-box        | Férfi point fighting 74 kg        |
| Arany | Pekler Zalán | Sportlövészet   | Férfi sportpuska összetett        |
| Arany | Hammerl Soma Pekler Zalán Péni István | Sportlövészet   | Férfi légpuska csapat             |
| Arany | Hammerl Soma Pekler Zalán Péni István | Sportlövészet   | Férfi sportpuska összetett csapat |
| Arany | Mészáros Eszter Pekler Zalán | Sportlövészet   | Vegyes csapat légpuska            |
| Arany | Bányik Csaba Katz Balázs | Teqball         | Férfi páros                       |
| Arany | Janicsek Zsanett Vasas Lea | Teqball         | Női páros                         |
| Arany | Katz Balázs Vasas Lea | Teqball         | Vegyes páros                      |
| Arany | Andrásfi Tibor Koch Máté Nagy Dávid Siklósi Gergely | Vívás           | Férfi párbajtőr csapat            |
| Ezüst | Ecseki Nándor Madarász Dóra | Asztalitenisz   | Vegyes páros                      |
| Ezüst | Bartha-Kéri Bianka | Atlétika        | Női 800 m                         |
| Ezüst | Gazsó Alida Dóra | Kajak-kenu      | Női kajak egyes 500 m             |
| Ezüst | Fésű Lajos Imre | Kick-box        | Férfi light contact 79 kg         |
| Ezüst | Busa Andrea | Kick-box        | Női point fighting 60 kg          |
| Ezüst | Koleszár Mihály Bálint Réti Kamilla | Öttusa          | Vegyes váltó                      |
| Ezüst | Balog Ádám Csuka Balázs Gyene Norbert Hajdu Péter John András Kovácsovics László Kun Attila Nahaj László Neukum Csanád Rozmán Bence Vizes Patrik Zakics Bence | Strandkézilabda | Férfi                             |
| Ezüst | Márton Luana | Taekwondo       | Női pehelysúly                    |
| Ezüst | Pásztor Flóra | Vívás           | Női egyéni tőr                    |
| Ezüst | Büki Lili Kun Anna Muhari Eszter Wimmer Dorina | Vívás           | Női párbajtőr csapat              |
| Bronz | Csipes Tamara Gazsó Alida Dóra | Kajak-kenu      | Női kajak kettes 500 m            |
| Bronz | Kiss Ágnes | Kajak-kenu      | Női kenu egyes 500 m              |
| Bronz | Bragato Giada Nagy Bianka | Kajak-kenu      | Női kenu kettes 500 m             |
| Bronz | Száraz Gergő | Kick-box        | Férfi light contact 63 kg         |
| Bronz | Veres Richárd | Kick-box        | Férfi point fighting 63 kg        |
| Bronz | Czégényi Cintia | Kick-box        | Női full contact 60 kg            |
| Bronz | Török Szonja Hajnalka | Kick-box        | Női point fighting 50 kg          |
| Bronz | Kondár Anna | Kick-box        | Női point fighting 70 kg          |
| Bronz | Kovács Richárd | Ökölvívás       | Férfi 63,5 kg                     |
| Bronz | Hámori Luca | Ökölvívás       | Női 66 kg                         |
| Bronz | Bőhm Csaba | Öttusa          | Férfi egyéni                      |
| Bronz | Barta Luca Gulyás Michelle Guzi Blanka | Öttusa          | Női csapat                        |
| Bronz | Bailey Kelen | Taekwondo       | Férfi középsúly                   |
| Bronz | Patakfalvy Luca | Taekwondo       | Női harmatsúly                    |
| Bronz | Bragmayer Zsanett Dobi Gergő Kiss Gergely Kropkó Márta | Triatlon        | Vegyes csapat                     |
| Bronz | Szilágyi Áron | Vívás           | Férfi egyéni kard                 |
| Bronz | Kun Anna | Vívás           | Női egyéni párbajtőr              |
| Bronz | Battai Sugár Katinka Katona Renáta Pusztai Liza Szűcs Luca | Vívás           | Női kard csapat                   |

## Versenyzők
| Sportág            | Magyar résztvevő | Magyar résztvevő | Magyar résztvevő |
| Sportág            | Férfi            | Nő               | Össz.            |
| ------------------ | ---------------- | ---------------- | ---------------- |
| Asztalitenisz      | 3                | 2                | 5                |
| Atlétika           | 22               | 20               | 42               |
| Cselgáncs          | 6                | 5                | 11               |
| Íjászat            | 2                | 0                | 2                |
| Kajak-kenu         | 12               | 13               | 25               |
| Karate             | 2                | 0                | 2                |
| Kosárlabda 3x3     | 0                | 4                | 4                |
| BMX                | 2                | 0                | 2                |
| Hegyi-kerékpározás | 1                | 1                | 2                |
| Kick-box           | 4                | 5                | 9                |
| Műugrás            | 0                | 3                | 3                |
| Muaythai           | 0                | 1                | 1                |
| Ökölvívás          | 7                | 4                | 11               |
| Öttusa             | 4                | 4                | 8                |
| Padel              | 2                | 2                | 4                |
| Sportlövészet      | 5                | 9                | 14               |
| Sportmászás        | 1                | 0                | 1                |
| Strandkézilabda    | 12               | 0                | 12               |
| Szinkronúszás      | 0                | 12               | 12               |
| Taekwondo          | 4                | 7                | 11               |
| Teqball            | 2                | 2                | 4                |
| Tollaslabda        | 1                | 1                | 2                |
| Triatlon           | 3                | 3                | 6                |
| Vívás              | 13               | 14               | 27               |
| Összesen           |                  |                  |                  |

## Asztalitenisz

#### Férfi
| Versenyző     | Versenyszám | Selejtező                      | Selejtező         | Egyenes kieséses szakasz | Egyenes kieséses szakasz | Egyenes kieséses szakasz | Egyenes kieséses szakasz | Helyezés |
| Versenyző     | Versenyszám | 1. forduló                     | 2. forduló        | Nyolcaddöntő             | Negyeddöntő              | Elődöntő                 | Döntő                    | Helyezés |
| Versenyző     | Versenyszám | Ellenfél Eredmény              | Ellenfél Eredmény | Ellenfél Eredmény        | Ellenfél Eredmény        | Ellenfél Eredmény        | Ellenfél Eredmény        | Helyezés |
| ------------- | ----------- | ------------------------------ | ----------------- | ------------------------ | ------------------------ | ------------------------ | ------------------------ | -------- |
| Szudi Ádám    | Egyes       | Adrien Rassenfosse (BEL) · 3–4 | Kiesett           | Kiesett                  | Kiesett                  | Kiesett                  | Kiesett                  | Kiesett  |
| Majoros Bence | Egyes       | Borgar Haug (NOR) · 2–4        | Kiesett           | Kiesett                  | Kiesett                  | Kiesett                  | Kiesett                  | Kiesett  |

#### Női
| Versenyző                                           | Versenyszám | Selejtező                      | Selejtező                      | Egyenes kieséses szakasz | Egyenes kieséses szakasz | Egyenes kieséses szakasz | Egyenes kieséses szakasz | Helyezés |
| Versenyző                                           | Versenyszám | 1. forduló                     | 2. forduló                     | Nyolcaddöntő             | Negyeddöntő              | Elődöntő                 | Döntő                    | Helyezés |
| Versenyző                                           | Versenyszám | Ellenfél Eredmény              | Ellenfél Eredmény              | Ellenfél Eredmény        | Ellenfél Eredmény        | Ellenfél Eredmény        | Ellenfél Eredmény        | Helyezés |
| --------------------------------------------------- | ----------- | ------------------------------ | ------------------------------ | ------------------------ | ------------------------ | ------------------------ | ------------------------ | -------- |
| Madarász Dóra                                       | Egyes       | Margo Degraef (BEL) · 4–0      | Margaryta Pesotska (UKR) · 4–2 | Xiaoxin Yang (MON) · 0–4 | Kiesett                  | Kiesett                  | Kiesett                  | Kiesett  |
| Nagyváradi Mercédesz                                | Egyes       | Christina Källberg (SWE) · 4–3 | Shao Jieni (POR) · 0–4         | Kiesett                  | Kiesett                  | Kiesett                  | Kiesett                  | Kiesett  |
| Bálint Bernadett Madarász Dóra Nagyváradi Mercédesz | Csapat      |                                |                                | Csehország (CZE) · 3–1   | Románia (ROM) · 0–3      | Kiesett                  | Kiesett                  | Kiesett  |

#### Vegyes
| Versenyző                   | Nyolcaddöntő                                     | Negyeddöntő                                   | Elődöntő                                      | Döntő                                 | Helyezés |
| Versenyző                   | Ellenfél Eredmény                                | Ellenfél Eredmény                             | Ellenfél Eredmény                             | Ellenfél Eredmény                     | Helyezés |
| --------------------------- | ------------------------------------------------ | --------------------------------------------- | --------------------------------------------- | ------------------------------------- | -------- |
| Madarász Dóra Ecseki Nándor | Samuel Kulczycki / Katarzyna Wegrzyn (POL) · 3–2 | Ľubomír Pištej / Barbora Balážová (SVK) · 3–0 | Ovidiu Ionescu / Bernadette Szőcs (ROU) · 3–0 | Dang Qiu / Nina Mittelham (GER) · 0–3 |          |

## Atlétika

#### Férfi
| Versenyző                                                  | Versenyszám    | Döntő    | Döntő    | Divíziók Össz. |
| Versenyző                                                  | Versenyszám    | Idő      | Helyezés | Eredmény       |
| ---------------------------------------------------------- | -------------- | -------- | -------- | -------------- |
| Boros Bence                                                | 100 m          | 10,64    | 12.      | 32.            |
| Wahl Zoltán                                                | 200 m          | 20,92    | 4.       | 12.            |
| Molnár Attila                                              | 400 m          | 45,30    | 1.       | 6.             |
| Huller Dániel                                              | 800 m          | 1:47,11  | 2.       | 8.             |
| Szögi István                                               | 1500 m         | 3:43,30  | 5.       | 16.            |
| Kovács Ferenc Soma                                         | 5000 m         | 14:12,28 | 9.       | 19.            |
| Szeles Bálint                                              | 110 m gát      | 13,68    | 2.       | 10.            |
| Bánóczy Árpád                                              | 400 m gát      | 51,69    | 7.       | 23.            |
| Palkovits István                                           | 3000 m akadály | 8:43,82  | 1.       | 12.            |
| Bundschu Patrik Illovszky Dominik Szabó Dániel Boros Bence | 4 × 100 m      | 39,67    | 3.       | 15.            |

| Versenyző           | Versenyszám   | Döntő    | Döntő    | Divíziók Össz. |
| Versenyző           | Versenyszám   | Eredmény | Helyezés | Eredmény       |
| ------------------- | ------------- | -------- | -------- | -------------- |
| Török Gergely       | Magasugrás    | 2,15     | 5.       | 12.            |
| Nagy Marcell        | Rúdugrás      | 5,05     | 6.       | 23.            |
| Pap Kristóf         | Távolugrás    | 7,67     | 5.       | =13.           |
| Szenderffy Dániel   | Hármasugrás   | 15,50    | 6.       | 19.            |
| Tóth Balázs         | Súlylökés     | 18,04    | 9.       | =26.           |
| Szikszai Róbert     | Diszkoszvetés | 59,80    | 7.       | 14.            |
| Varga Donát         | Kalapácsvetés | 73,75    | 2.       | 6.             |
| Rivasz-Tóth Norbert | Gerelyhajítás | 78,25    | 4.       | 10.            |

#### Női
| Versenyző                                           | Versenyszám    | Döntő           | Döntő           | Divíziók Össz.  |
| Versenyző                                           | Versenyszám    | Idő             | Helyezés        | Eredmény        |
| --------------------------------------------------- | -------------- | --------------- | --------------- | --------------- |
| Takács Boglárka                                     | 100 m          | 11,36           | 3.              | =11.            |
| Sulyán Alexa                                        | 200 m          | 23,25           | 3.              | 13.             |
| Molnár Janka                                        | 400 m          | 51,74           | 3.              | 11.             |
| Molnár Janka                                        | 400 m gát      | 56,86           | 3.              | 13.             |
| Bartha-Kéri Bianka                                  | 800 m          | 1:59,80         | 2.              |                 |
| Vindics-Tóth Lili Anna                              | 1500 m         | 4:11,87         | 6.              | 8.              |
| Wagner-Gyürkés Viktória                             | 5000 m         | 15:34,70        | 3.              | 10.             |
| Kozák Luca                                          | 100 m gát      | 12,89           | 1.              | 5.              |
| Urbán Zita                                          | 3000 m akadály | nem ért a célba | nem ért a célba | nem ért a célba |
| Kozák Luca Takács Boglárka Sulyán Alexa Kocsis Anna | 4 × 100 m      | 43,49           | 1.              | 6.              |

| Versenyző          | Versenyszám   | Döntő    | Döntő    | Divíziók Össz. |
| Versenyző          | Versenyszám   | Eredmény | Helyezés | Eredmény       |
| ------------------ | ------------- | -------- | -------- | -------------- |
| Fekete Fédra       | Magasugrás    | 1,84     | 7.       | =14.           |
| Klekner Hanga      | Rúdugrás      | 4,45     | 2.       | 8.             |
| Lesti Diana        | Távolugrás    | 6,48     | 4.       | 9.             |
| Szabó Beatrix      | Hármasugrás   | 12,76    | 9.       | 24.            |
| Tajti-Márton Anita | Súlylökés     | 17,74    | 1.       | 5.             |
| Kerekes Dóra       | Diszkoszvetés | 54,10    | 5.       | 12.            |
| Gyurátz Réka       | Kalapácsvetés | 67,15    | 2.       | 11.            |
| Moravcsik Angéla   | Gerelyhajítás | 58,51    | 5.       | 11.            |

#### Vegyes
| Versenyző                                        | Versenyszám   | Döntő   | Döntő    | Divíziók Össz. |
| Versenyző                                        | Versenyszám   | Idő     | Helyezés | Eredmény       |
| ------------------------------------------------ | ------------- | ------- | -------- | -------------- |
| Rapai Fanni Simon Virág Wahl Zoltán Kovács Árpád | 4 × 100 m mix | 3:17,42 | 5.       | 16.            |

| Divizió | Csapat             | Pont  | Helyezés |
| ------- | ------------------ | ----- | -------- |
| 2.      | Magyarország (HUN) | 456,5 | 1.       |

## Cselgáncs

#### Vegyes
| Versenyző | Versenyszám | 32-es főtábla       | Nyolcaddöntő              | Negyeddöntő             | Elődöntő               | Döntő             | Helyezés |
| Versenyző | Versenyszám | Ellenfél Eredmény   | Ellenfél Eredmény         | Ellenfél Eredmény       | Ellenfél Eredmény      | Ellenfél Eredmény | Helyezés |
| --- | ----------- | ------------------- | ------------------------- | ----------------------- | ---------------------- | ----------------- | -------- |
| Cirjenics Miklós Czerlau Jennifer Gercsák Szabina Gőz Roland Gyertyás Rózsa Pupp Réka Sárkány Péter Sági Nikolett Sipöcz Richárd Szabó Áron Szegedi Dániel | Csapat      | Ukrajna (UKR) · 4–1 | Lengyelország (POL) · 4–1 | Németország (GER) · 3–4 | Portugália (POR) · 3–4 | Kiesett           | Kiesett  |

## Íjászat

#### Férfi
| Versenyző       | Versenyszám | Selejtező | Selejtező | 32-es főtábla             | Nyolcaddöntő                      | Negyeddöntő       | Elődöntő          | Döntő             |
| Versenyző       | Versenyszám | Pont      | Helyezés  | Ellenfél Eredmény         | Ellenfél Eredmény                 | Ellenfél Eredmény | Ellenfél Eredmény | Ellenfél Eredmény |
| --------------- | ----------- | --------- | --------- | ------------------------- | --------------------------------- | ----------------- | ----------------- | ----------------- |
| Balogh Mátyás   |             | 700       | 13.       | Jeff Henckels (LUX) · 7–3 | Senna Roos (NED) · 2–6            | Kiesett           | Kiesett           | Kiesett           |
| Szíjártó László |             | 641       | 37.       |                           | Lukasz Przybylski (POL) · 144–147 | Kiesett           | Kiesett           | Kiesett           |

## Kajak-kenu

#### Férfi
| Versenyző                                            | Versenyszám        | Előfutam | Előfutam | Előfutam | Elődöntő | Elődöntő | Elődöntő | Döntő   | Döntő    | Döntő    | Helyezés |
| Versenyző                                            | Versenyszám        | Idő      | Hely.    | Össz.    | Idő      | Hely.    | Össz.    | Típus   | Idő      | Helyezés | Helyezés |
| ---------------------------------------------------- | ------------------ | -------- | -------- | -------- | -------- | -------- | -------- | ------- | -------- | -------- | -------- |
| Hajdu Jonatán                                        | Kenu egyes 200 m   | 39,866   | 3.       | 5.       | erőnyerő | erőnyerő | erőnyerő | A       | 40,594   | 6.       | 6.       |
| Adolf Balázs                                         | Kenu egyes 500 m   | 1:51,564 | 5.       | 8.       | 1:50,477 | 2.       | 2.       | A       | 1:48,264 | 7.       | 7.       |
| Hajdu Jonatán Fekete Ádám                            | Kenu kettes 500 m  | 1:41,313 | 4.       | 6.       | 1:43,273 | 1.       | 1.       | A       | 1:40,728 | 4.       | 4.       |
| Varga Ádám                                           | Kajak egyes 200 m  | 35,579   | 7.       | 12.      | 36,275   | 6.       | 6.       | Kiesett | Kiesett  | Kiesett  | Kiesett  |
| Varga Ádám                                           | Kajak egyes 500 m  | 1:40,085 | 1.       | 1.       | erőnyerő | erőnyerő | erőnyerő | A       | 1:36,212 | 1.       |          |
| Vajda Bence Szántói-Szabó Tamás                      | Kajak kettes 500 m | 1:29,900 | 2.       | 4.       | 1:31,581 | 4.       | 4.       | B       | 1:31,176 | 1.       | 10.      |
| Tótka Sándor Nádas Bence Csizmadia Kolos Kuli István | Kajak négyes 500 m | 1:21,238 | 1.       | 2.       | erőnyerő | erőnyerő | erőnyerő | A       | 1:20,980 | 6.       | 6.       |

#### Női
| Versenyző                                           | Versenyszám        | Előfutam | Előfutam | Előfutam | Elődöntő | Elődöntő | Elődöntő | Döntő | Döntő    | Döntő    | Helyezés |
| Versenyző                                           | Versenyszám        | Idő      | Hely.    | Össz.    | Idő      | Hely.    | Össz.    | Típus | Idő      | Helyezés | Helyezés |
| --------------------------------------------------- | ------------------ | -------- | -------- | -------- | -------- | -------- | -------- | ----- | -------- | -------- | -------- |
| Balla Virág                                         | Kenu egyes 200 m   | 47,718   | 4.       | 6.       | 48,531   | 1.       | 1.       | A     | 49,011   | 6.       | 6.       |
| Lucz Anna                                           | Kenu egyes 200 m   | 39,865   | 2.       | 2.       | erőnyerő | erőnyerő | erőnyerő | A     | 41,076   | 4.       | 4.       |
| Kiss Ágnes                                          | Kenu egyes 500 m   |          |          |          |          |          |          | A     | 2:04,576 | 3.       |          |
| Bragato Giada Nagy Bianka                           | Kenu kettes 500 m  | 1:59,473 | 1.       | 3.       | erőnyerő | erőnyerő | erőnyerő | A     | 1:59,163 | 3.       |          |
| Gazsó Alida Dóra                                    | Kajak egyes 500 m  | 1:54,001 | 1.       | 1.       | erőnyerő | erőnyerő | erőnyerő | A     | 1:49,642 | 2.       |          |
| Gazsó Alida Dóra Csipes Tamara                      | Kajak kettes 500 m | 1:41,250 | 3.       | =3.      | erőnyerő | erőnyerő | erőnyerő | A     | 1:42,538 | 3.       |          |
| Fojt Sára Gazsó Alida Dóra Csipes Tamara Pupp Noémi | Kajak négyes 500 m | 1:34,078 | 1.       | 3.       | erőnyerő | erőnyerő | erőnyerő | A     | 1:33,699 | 4.       | 4.       |

#### Vegyes
| Versenyző               | Versenyszám        | Előfutam | Előfutam | Előfutam | Elődöntő | Elődöntő | Elődöntő | Döntő | Döntő  | Döntő    | Helyezés |
| Versenyző               | Versenyszám        | Idő      | Hely.    | Össz.    | Idő      | Hely.    | Össz.    | Típus | Idő    | Helyezés | Helyezés |
| ----------------------- | ------------------ | -------- | -------- | -------- | -------- | -------- | -------- | ----- | ------ | -------- | -------- |
| Nagy Bianka Fekete Ádám | Kenu kettes 200 m  | 41,018   | 1.       | 3.       | erőnyerő | erőnyerő | erőnyerő | A     | 40,741 | 4.       | 4.       |
| Lucz Anna Varga Bence   | Kajak kettes 200 m | 35,381   | 2.       | 3.       | 34,568   | 3.       | 3.       | A     | 35,772 | 9.       | 9.       |

### Szlalom

#### Férfi
| Versenyző    | Versenyszám | Selejtező 1 | Selejtező 1 | Selejtező 2 | Selejtező 2 | Elődöntő   | Elődöntő   | Döntő      | Helyezés   |
| Versenyző    | Versenyszám | Idő         | Hely.       | Idő         | Hely.       | Idő        | Hely.      | Idő        | Helyezés   |
| ------------ | ----------- | ----------- | ----------- | ----------- | ----------- | ---------- | ---------- | ---------- | ---------- |
| Rácz Koppány | Kajak egyes | nem indult  | nem indult  | nem indult  | nem indult  | nem indult | nem indult | nem indult | nem indult |

#### Női
| Versenyző           | Versenyszám  | Selejtező 1 | Selejtező 1 | Selejtező 2 | Selejtező 2 | Elődöntő | Elődöntő | Döntő   | Helyezés |
| Versenyző           | Versenyszám  | Idő         | Hely.       | Idő         | Hely.       | Idő      | Hely.    | Idő     | Helyezés |
| ------------------- | ------------ | ----------- | ----------- | ----------- | ----------- | -------- | -------- | ------- | -------- |
| Lakner Zita         | Kajak krossz | 90,53       | 35.         |             |             | Kiesett  | Kiesett  | Kiesett | Kiesett  |
| Lakner Zita         | Kajak egyes  | 270,25      | 44.         | 166,03      | 23.         | Kiesett  | Kiesett  | Kiesett | Kiesett  |
| Seprenyi Sára Tímea | Kajak egyes  | 133,25      | 39.         | 127,49      | 20.         | Kiesett  | Kiesett  | Kiesett | Kiesett  |

## Karate

#### Férfi
| Versenyző            | Versenyszám | Csoportkör                         | Csoportkör                          | Csoportkör                                     | Csoportkör | Elődöntő          | Döntő             | Helyezés |
| Versenyző            | Versenyszám | Ellenfél Eredmény                  | Ellenfél Eredmény                   | Ellenfél Eredmény                              | Hely.      | Ellenfél Eredmény | Ellenfél Eredmény | Helyezés |
| -------------------- | ----------- | ---------------------------------- | ----------------------------------- | ---------------------------------------------- | ---------- | ----------------- | ----------------- | -------- |
| Nagy Botond          | Kata        | Ali Sofuoğlu (TUR) · 41.00 – 42.70 | Mattia Busato (ITA) · 39.50 – 41.40 | Maksymilian Szczypkowski (POL) · 41.00 – 38.90 | 3.         | Kiesett           | Kiesett           | Kiesett  |
| Tadissi Yves Martial | 67 kg       | Tural Aghalarzada (AZE) · 0–4      | Dionysios Xenos (GRE) · 3–5         | Noah Pisino (SUI) · 8–0                        | 3.         | Kiesett           | Kiesett           | Kiesett  |

## Kerékpár

#### BMX
| Versenyző     | Versenyszám     | Selejtező | Selejtező | Döntő    | Döntő    |
| Versenyző     | Versenyszám     | Eredmény  | Helyezés  | Eredmény | Helyezés |
| ------------- | --------------- | --------- | --------- | -------- | -------- |
| Kempf Zoltán  | Szabadgyakorlat | 74,66     | 10.       | 81,33    | 6.       |
| Ujváry Zoltán | Szabadgyakorlat | 79,83     | 4.        | 74,06    | 8.       |

#### Hegyi-kerékpározás
| Versenyző       | Versenyszám        | Idő     | Helyezés |
| --------------- | ------------------ | ------- | -------- |
| Buzsáki Virág   | Női terepverseny   | 1:27,06 | 30.      |
| Palumby Zsombor | Férfi terepverseny | 1:29,35 | 53.      |

## Kick-box

#### Férfi
| Versenyző       | Versenyszám          | Csoportkör                     | Elődöntő                        | Döntő                      | Helyezés |
| Versenyző       | Versenyszám          | Ellenfél Eredmény              | Ellenfél Eredmény               | Ellenfél Eredmény          | Helyezés |
| --------------- | -------------------- | ------------------------------ | ------------------------------- | -------------------------- | -------- |
| Fésű Lajos Imre | Light-contact -79 kg | Anthony Stephenson (IRL) · 3–0 | Recep Men (TUR) · 3–0           | Al Amin Rmadan (GER) · 3–0 |          |
| Száraz Gergő    | Light-contact -63 kg | Albert Mederski (POL) · 3–0    | Ivan Penzo (ITA) · 0–3          | Kiesett                    |          |
| Bálint Martin   | Pointfighting -74 kg | Ali Botonjic (SLO) · 11–7      | Edoardo Bagarello (ITA) · 16–11 | Nathan Tait (IRL) · 15–5   |          |
| Veres Richárd   | Pointfighting -63 kg | Luke McCann (IRL) · 23–13      | Gabriele Lanzilao (ITA) · 11–14 | Kiesett                    |          |

#### Női
| Versenyző         | Versenyszám          | Negyeddöntő                 | Elődöntő                         | Döntő                      | Helyezés |
| Versenyző         | Versenyszám          | Ellenfél Eredmény           | Ellenfél Eredmény                | Ellenfél Eredmény          | Helyezés |
| ----------------- | -------------------- | --------------------------- | -------------------------------- | -------------------------- | -------- |
| Czégényi Cintia   | Full-contact -60 kg  | Busra Demiyarak (TUR) · 2–1 | Mariell Straume (NOR) · 0–3      | Kiesett                    |          |
| Nagy Rita Katalin | Light-contact -60 kg | Luna Mendy (ITA) · 0–3      | Kiesett                          | Kiesett                    | Kiesett  |
| Busa Andrea       | Pointfighting -60 kg | Nicole Bannon (IRL) · 20–13 | Funda Gulec (TUR) · 8–3          | Francesca Ceci (ITA) · 4–7 |          |
| Kondár Anna       | Pointfighting -70 kg | Nicole Bannon (AUT) · 6–3   | Domenica Angelino (ITA) · 8–9    | Kiesett                    |          |
| Török Szonja      | Pointfighting -50 kg | Aybuke Kilinc (TUR) · 8–4   | Federica Trovalusci (ITA) · 6–12 | Kiesett                    |          |

## Kosárlabda

#### Női 3x3
| Versenyző                                                         | Csoportkör            | Csoportkör              | Csoportkör           | Csoportkör | Negyeddöntő       | Elődöntő          | Döntő             | Helyezés |
| Versenyző                                                         | Ellenfél Eredmény     | Ellenfél Eredmény       | Ellenfél Eredmény    | Hely.      | Ellenfél Eredmény | Ellenfél Eredmény | Ellenfél Eredmény | Helyezés |
| ----------------------------------------------------------------- | --------------------- | ----------------------- | -------------------- | ---------- | ----------------- | ----------------- | ----------------- | -------- |
| Bach Boglárka Jáhni Zsófia Anna Szabó Fanni Andrea Weninger Virág | Svédország (SWE)15–21 | Franciaország (FRA)8–22 | Lettország (LAT)20–8 | 3.         | Kiesett           | Kiesett           | Kiesett           | Kiesett  |

## Műugrás

#### Női
| Versenyző                    | Versenyszám          | Selejtező | Selejtező | Döntő   | Döntő    |
| Versenyző                    | Versenyszám          | Pont      | Hely.     | Pont    | Helyezés |
| ---------------------------- | -------------------- | --------- | --------- | ------- | -------- |
| Kun Patricia                 | 1 m műugrás          | 201,50    | 19.       | Kiesett | Kiesett  |
| Mosena Estilla               | 1 m műugrás          | 185,05    | 23.       | Kiesett | Kiesett  |
| Kun Patricia                 | 3 m műugrás          | 199,20    | 24.       | Kiesett | Kiesett  |
| Mosena Estilla               | 3 m műugrás          | 207,25    | 22.       | Kiesett | Kiesett  |
| Kovács Eszter Mosena Estilla | 3 m szinkron műugrás |           |           | 218,01  | 7.       |

## Muaythai

#### Női
| Versenyző                     | Versenyszám | Negyeddöntő                 | Elődöntő          | Döntő             | Helyezés |
| Versenyző                     | Versenyszám | Ellenfél Eredmény           | Ellenfél Eredmény | Ellenfél Eredmény | Helyezés |
| ----------------------------- | ----------- | --------------------------- | ----------------- | ----------------- | -------- |
| Nardelotti Sándorfi Ajsa Adél | 60 kg       | Kubra Kocukas (TUR) · 27–30 | Kiesett           | Kiesett           | Kiesett  |

## Ökölvívás

#### Férfi
| Versenyző       | Versenyszám | Selejtező 1. forduló             | Selejtező 2. forduló             | Nyolcaddöntő                   | Negyeddöntő                       | Elődöntő                 | Döntő             | Helyezés |
| Versenyző       | Versenyszám | Ellenfél Eredmény                | Ellenfél Eredmény                | Ellenfél Eredmény              | Ellenfél Eredmény                 | Ellenfél Eredmény        | Ellenfél Eredmény | Helyezés |
| --------------- | ----------- | -------------------------------- | -------------------------------- | ------------------------------ | --------------------------------- | ------------------------ | ----------------- | -------- |
| Akilov Plylyp   | 80 kg       |                                  | Vladimir Mironchikov (SRB) · 2–3 | Kiesett                        | Kiesett                           | Kiesett                  | Kiesett           | Kiesett  |
| Bernáth Attila  | 51 kg       |                                  | David Alaverdian (ISR) · 4–1     | Masud Yusifzada (AZE) · 5–0    | Emilio Federico Serra (ITA) · 0–5 | Kiesett                  | Kiesett           | Kiesett  |
| Felföldi László | +92 kg      |                                  | Jure Simunovic (SLO) · 1–4       | Kiesett                        | Kiesett                           | Kiesett                  | Kiesett           | Kiesett  |
| Kiss Levente    | 92 kg       |                                  |                                  | Mateusz Bereznicki (POL) · 2–3 | Kiesett                           | Kiesett                  | Kiesett           | Kiesett  |
| Kovács Richárd  | 63,5 kg     |                                  | Andriejus Lavrenovas (LTU) · 5–0 | Narek Hovhannisyan (ARM) · 4–1 | Aleksej Sendrik (SRB) · 5–0       | Lasha Guruli (GEO) · 0–5 | Kiesett           |          |
| Mester Soma     | 67 kg       | Aleksandr Trofimciuk (LTU) · 0–5 | Kiesett                          | Kiesett                        | Kiesett                           | Kiesett                  | Kiesett           | Kiesett  |
| Veres Roland    | 57 kg       |                                  | Umid Rustamov (AZE) · 5–0        | Murat Yildirim (GER) · 4–1     | Nebil Ibrahim (SWE) · RSC         | Kiesett                  | Kiesett           | Kiesett  |

#### Női
| Versenyző     | Versenyszám | Selejtező                     | Nyolcaddöntő                    | Negyeddöntő                   | Elődöntő                  | Döntő             | Helyezés |
| Versenyző     | Versenyszám | Ellenfél Eredmény             | Ellenfél Eredmény               | Ellenfél Eredmény             | Ellenfél Eredmény         | Ellenfél Eredmény | Helyezés |
| ------------- | ----------- | ----------------------------- | ------------------------------- | ----------------------------- | ------------------------- | ----------------- | -------- |
| Hámori Luca   | 66 kg       | Markéta Tojnárová (CZE) · 5–0 | Madeleine Angelsen (NOR) · 5–0  | Luna Amaro Beeloo (NED) · 5–0 | Oshin Derieuw (BEL) · 0–5 | Kiesett           |          |
| Lakotár Hanna | 54 kg       | Claudia Totova (CZE) · 4–1    | Hatice Akbaş (TUR) · 0–5        | Kiesett                       | Kiesett                   | Kiesett           | Kiesett  |
| Mezei Petra   | 50 kg       |                               | Nina Radovanovic (SRB) · 0–5    | Kiesett                       | Kiesett                   | Kiesett           | Kiesett  |
| Nagy Tímea    | 75 kg       |                               | Davina-Myrha Michel (FRA) · 0–5 | Kiesett                       | Kiesett                   | Kiesett           | Kiesett  |

## Öttusa

#### Férfi
| Versenyző              | Versenyszám | Selejtező | Selejtező | Selejtező | Selejtező | Selejtező | Selejtező | Selejtező      | Selejtező      | Selejtező      | Selejtező   | Selejtező | Elődöntő | Elődöntő | Elődöntő | Elődöntő | Elődöntő | Elődöntő | Elődöntő | Elődöntő       | Elődöntő       | Elődöntő       | Elődöntő    | Elődöntő | Döntő    | Döntő   | Döntő   | Döntő   | Döntő   | Döntő    | Döntő          | Döntő          | Döntő       | Döntő    |
| Versenyző              | Versenyszám | Vívás     | Vívás     | Vívás     | Úszás     | Úszás     | Úszás     | Futás/Lövészet | Futás/Lövészet | Futás/Lövészet | Összesen    | Összesen  | Vívás    | Vívás    | Vívás    | Vívás    | Úszás    | Úszás    | Úszás    | Futás/Lövészet | Futás/Lövészet | Futás/Lövészet | Összesen    | Összesen | Vívás    | Vívás   | Vívás   | Úszás   | Úszás   | Lovaglás | Futás/Lövészet | Futás/Lövészet | Összesen    | Összesen |
| Versenyző              | Versenyszám | Eredmény  | Pont      | Hely.     | Idő       | Pont      | Hely.     | Idő            | Pont           | Hely.          | Összes pont | Helyezés  | Eredmény | Bónusz   | Pont     | Hely.    | Idő      | Pont     | Hely.    | Idő            | Pont           | Hely.          | Összes pont | Helyezés | Eredmény | Bónusz  | Pont    | Idő     | Pont    | Pont     | Idő            | Pont           | Összes pont | Helyezés |
| ---------------------- | ----------- | --------- | --------- | --------- | --------- | --------- | --------- | -------------- | -------------- | -------------- | ----------- | --------- | -------- | -------- | -------- | -------- | -------- | -------- | -------- | -------------- | -------------- | -------------- | ----------- | -------- | -------- | ------- | ------- | ------- | ------- | -------- | -------------- | -------------- | ----------- | -------- |
| Bőhm Csaba             | Egyéni      | 12        | 194       | 22.       | 1:59,30   | 312       | 5.        | 10:16,60       | 684            | 2.             | 1190        | 7.        | 19       | 220      | 220      | 1.       | 1:58,70  | 313      | 1.       | 10:21,60       | 679            | 10.            | 1212        | 1.       | 19       | 4       | 228     | 2:01,48 | 308     | 293      | 9:59,0         | 701            | 1530        |          |
| Demeter Bence          | Egyéni      | 15        | 215       | 13.       | 2:01,62   | 307       | 10.       | 10:28,10       | 672            | 11.            | 1194        | 14.       | 13       | 6        | 196      | 11.      | 2:02,86  | 305      | 7.       | 10:16,60       | 684            | 4.             | 1185        | 11.      | Kiesett  | Kiesett | Kiesett | Kiesett | Kiesett | Kiesett  | Kiesett        | Kiesett        | Kiesett     | Kiesett  |
| Koleszár Mihály Bálint | Egyéni      | 18        | 236       | 4.        | 2:02,30   | 306       | 11.       | 10:46,10       | 654            | 15.            | 1196        | 2.        | 15       | 4        | 204      | 10.      | 2:02,89  | 305      | 8.       | 10:18,80       | 682            | 7.             | 1191        | 10.      | Kiesett  | Kiesett | Kiesett | Kiesett | Kiesett | Kiesett  | Kiesett        | Kiesett        | Kiesett     | Kiesett  |
| Szép Balázs            | Egyéni      | 13        | 201       | 20.       | 2:04,85   | 301       | 17.       | 10:17,90       | 683            | 3.             | 1185        | 15.       | 13       | 190      | 192      | 9.       | 2:03,36  | 304      | 8.       | 9:50,80        | 710            | 1.             | 1206        | 9.       | 13       | 2       | 194     | 2:05,30 | 300     | 286      | 10:25,6        | 675            | 1455        | 17.      |

| Versenyző                                     | Versenyszám | Összesen | Összesen |
| Versenyző                                     | Versenyszám | Pont     | Helyezés |
| --------------------------------------------- | ----------- | -------- | -------- |
| Bőhm Csaba Szép Balázs Koleszár Mihály Bálint | Csapat      | 4176     | 5.       |

#### Női
| Versenyző       | Versenyszám | Selejtező | Selejtező | Selejtező | Selejtező | Selejtező | Selejtező | Selejtező      | Selejtező      | Selejtező      | Selejtező   | Selejtező | Elődöntő | Elődöntő | Elődöntő | Elődöntő | Elődöntő | Elődöntő | Elődöntő | Elődöntő       | Elődöntő       | Elődöntő       | Elődöntő    | Elődöntő | Döntő    | Döntő   | Döntő   | Döntő   | Döntő   | Döntő    | Döntő          | Döntő          | Döntő       | Döntő    |
| Versenyző       | Versenyszám | Vívás     | Vívás     | Vívás     | Úszás     | Úszás     | Úszás     | Futás/Lövészet | Futás/Lövészet | Futás/Lövészet | Összesen    | Összesen  | Vívás    | Vívás    | Vívás    | Vívás    | Úszás    | Úszás    | Úszás    | Futás/Lövészet | Futás/Lövészet | Futás/Lövészet | Összesen    | Összesen | Vívás    | Vívás   | Vívás   | Úszás   | Úszás   | Lovaglás | Futás/Lövészet | Futás/Lövészet | Összesen    | Összesen |
| Versenyző       | Versenyszám | Eredmény  | Pont      | Hely.     | Idő       | Pont      | Hely.     | Idő            | Pont           | Hely.          | Összes pont | Helyezés  | Eredmény | Bónusz   | Pont     | Hely.    | Idő      | Pont     | Hely.    | Idő            | Pont           | Hely.          | Összes pont | Helyezés | Eredmény | Bónusz  | Pont    | Idő     | Pont    | Pont     | Idő            | Pont           | Összes pont | Helyezés |
| --------------- | ----------- | --------- | --------- | --------- | --------- | --------- | --------- | -------------- | -------------- | -------------- | ----------- | --------- | -------- | -------- | -------- | -------- | -------- | -------- | -------- | -------------- | -------------- | -------------- | ----------- | -------- | -------- | ------- | ------- | ------- | ------- | -------- | -------------- | -------------- | ----------- | -------- |
| Barta Luca      | Egyéni      | 13        | 201       | 18.       | 2:19,75   | 271       | 19.       | 13:02,60       | 585            | 18.            | 1057        | 18.       | 21       | 230      | 236      | 6.       | 2:17,13  | 276      | 7.       | 11:37,20       | 603            | 12.            | 1115        | 4.       | 21       | 1       | 232     | 2:16,99 | 277     | 300      | 12:07,3        | 573            | 1382        | 13.      |
| Gulyás Michelle | Egyéni      | 18        | 236       | 7.        | 2:10,02   | 290       | 1.        | 12:01,70       | 579            | 7.             | 1105        | 7.        | 17       | 210      | 212      | 8.       | 2:09,51  | 291      | 1.       | 11:31,10       | 609            | 8.             | 1112        | 2.       | 17       | 0       | 210     | 2:09,55 | 219     | 299      | 11:25.8        | 614            | 1415        | 7.       |
| Guzi Blanka     | Egyéni      | 10        | 180       | 25.       | 2:14,94   | 281       | 6.        | 10:57,80       | 643            | 10.            | 1104        | 11.       | 10       | 175      | 175      | 18.      | 2:15,14  | 280      | 4.       | 10:48,90       | 652            | 1.             | 1107        | 6.       | 10       | 0       | 175     | 2:19,30 | 272     | 175      | 11:00,7        | 640            | 1373        | 14.      |
| Réti Kamilla    | Egyéni      | 14        | 208       | 16.       | 2:27,53   | 255       | 25.       | 13:17,40       | 579            | 20.            | 1042        | 19.       | Kiesett  | Kiesett  | Kiesett  | Kiesett  | Kiesett  | Kiesett  | Kiesett  | Kiesett        | Kiesett        | Kiesett        | Kiesett     | Kiesett  | Kiesett  | Kiesett | Kiesett | Kiesett | Kiesett | Kiesett  | Kiesett        | Kiesett        | Kiesett     | Kiesett  |

| Versenyző                              | Versenyszám | Összesen | Összesen |
| Versenyző                              | Versenyszám | Pont     | Helyezés |
| -------------------------------------- | ----------- | -------- | -------- |
| Gulyás Michelle Barta Luca Guzi Blanka | Csapat      | 4170     |          |

#### Vegyes
| Versenyző                           | Versenyszám  | Vívás    | Vívás  | Vívás | Vívás | Lovaglás | Lovaglás | Lovaglás | Úszás   | Úszás | Úszás | Futás/Lövészet | Futás/Lövészet | Futás/Lövészet | Összesen    | Összesen |
| Versenyző                           | Versenyszám  | Eredmény | Bónusz | Pont  | Hely. | Hibapont | Pont     | Hely.    | Idő     | Pont  | Hely. | Idő            | Pont           | Hely.          | Összes pont | Helyezés |
| ----------------------------------- | ------------ | -------- | ------ | ----- | ----- | -------- | -------- | -------- | ------- | ----- | ----- | -------------- | -------------- | -------------- | ----------- | -------- |
| Réti Kamilla Koleszár Mihály Bálint | Vegyes váltó | 16       | 0      | 236   | 1.    | 7        | 293      | 7.       | 2:01,50 | 307   | 10.   | 12:15,90       | 565            | 6.             | 1401        |          |

## Padel

#### Férfi
| Versenyző                       | Versenyszám | Selejtező                                                           | Nyolcaddöntő      | Negyeddöntő       | Elődöntő          | Bronz- mérkőzés   | Döntő             | Helyezés |
| Versenyző                       | Versenyszám | Ellenfél Eredmény                                                   | Ellenfél Eredmény | Ellenfél Eredmény | Ellenfél Eredmény | Ellenfél Eredmény | Ellenfél Eredmény | Helyezés |
| ------------------------------- | ----------- | ------------------------------------------------------------------- | ----------------- | ----------------- | ----------------- | ----------------- | ----------------- | -------- |
| Szakács Olivér Urvölgyi Marcell | Páros       | Németország (GER) · Johannes Lindmeyer · Matthias Wunner · 1–6, 1–6 | kiesett           | kiesett           | kiesett           | kiesett           | kiesett           | =17.     |

#### Női
| Versenyző                    | Versenyszám | Selejtező                                                | Nyolcaddöntő      | Negyeddöntő       | Elődöntő          | Bronz- mérkőzés   | Döntő             | Helyezés |
| Versenyző                    | Versenyszám | Ellenfél Eredmény                                        | Ellenfél Eredmény | Ellenfél Eredmény | Ellenfél Eredmény | Ellenfél Eredmény | Ellenfél Eredmény | Helyezés |
| ---------------------------- | ----------- | -------------------------------------------------------- | ----------------- | ----------------- | ----------------- | ----------------- | ----------------- | -------- |
| Andrejszki Dóra Juhász Pálma | Páros       | Svédország (SWE) · Ajla Behram · Amanda Girdo · 4–6, 2–6 | kiesett           | kiesett           | kiesett           | kiesett           | kiesett           | =17.     |

## Sportlövészet

#### Férfi
| Versenyző                             | Versenyszám                 | Selejtező | Selejtező | Döntő                                                                    | Döntő    |
| Versenyző                             | Versenyszám                 | Pont      | Helyezés  | Pont                                                                     | Helyezés |
| ------------------------------------- | --------------------------- | --------- | --------- | ------------------------------------------------------------------------ | -------- |
| Pekler Zalán                          | Sportpuska összetett        | 593       | 3.        | Jiří Přívratský (CZE) · W                                                |          |
| Péni István                           | Sportpuska összetett        | 586       | 19.       | Kiesett                                                                  | Kiesett  |
| Pekler Zalán                          | Légpuska                    | 628,3     | 12.       | Kiesett                                                                  | Kiesett  |
| Péni István                           | Légpuska                    | 627,9     | 15.       | Kiesett                                                                  | Kiesett  |
| Tátrai-Fejes Miklós                   | Légpisztoly                 | 567       | 33.       | Kiesett                                                                  | Kiesett  |
| Bartók Csaba                          | Gyorstüzelő pisztoly        | 282       | 23.       | Kiesett                                                                  | Kiesett  |
| Hammerl Soma Pekler Zalán Péni István | Légpuska csapat             | 628,3     | 1.        | Horvátország (CRO) · Josip Sikavica · Miran Maričić · Petar Gorša · 16–2 |          |
| Hammerl Soma Pekler Zalán Péni István | Sportpuska összetett csapat | 881       | 2.        | Csehország (CZE) · W                                                     |          |

#### Női
| Versenyző                                  | Versenyszám                 | Selejtező | Selejtező | Döntő                                                                                 | Döntő    |
| Versenyző                                  | Versenyszám                 | Pont      | Helyezés  | Pont                                                                                  | Helyezés |
| ------------------------------------------ | --------------------------- | --------- | --------- | ------------------------------------------------------------------------------------- | -------- |
| Dénes Eszter                               | Légpuska                    | 627,8     | 10,       | Kiesett                                                                               | Kiesett  |
| Mészáros Eszter                            | Légpuska                    | 624,3     | 29.       | Kiesett                                                                               | Kiesett  |
| Major Veronika                             | Légpisztoly                 | 566       | 22.       | Kiesett                                                                               | Kiesett  |
| Major Veronika                             | Légpisztoly                 | 586       | 1.        | 11                                                                                    | 5.       |
| Sike Renáta                                | Légpisztoly                 | 579       | 11.       | Kiesett                                                                               | Kiesett  |
| Dénes Eszter                               | Sportpuska összetett        | 582       | 16.       | Kiesett                                                                               | Kiesett  |
| Mészáros Eszter                            | Sportpuska összetett        | 586       | 11.       | Kiesett                                                                               | Kiesett  |
| Pongrátz Bianka                            | Skeet                       | 113       | 21.       | Kiesett                                                                               | Kiesett  |
| Tomor-Tones Petra                          | Trap                        | 106       | 27.       | Kiesett                                                                               | Kiesett  |
| Major Veronika Sike Renáta Jakó Miriam     | Légpisztoly csapat          | 564       | 5.        | Kiesett                                                                               | Kiesett  |
| Major Veronika Sike Renáta Jakó Miriam     | Légpisztoly csapat          | 861       | 6.        | Németország (GER) · 12–16                                                             | 4.       |
| Dénes Eszter Mészáros Eszter Bajos Gitta   | Légpuska csapat             | 626,2     | 4.        | Lengyelország (POL) · Aneta Stankiewicz · Julia Piotrowska · Natalia Kochanska · 16–2 | 4.       |
| Dénes Eszter Mészáros Eszter Lovász Dorina | Sportpuska összetett csapat | 870       | 6.        | Kiesett                                                                               | Kiesett  |

#### Vegyes
| Versenyző                          | Versenyszám          | Selejtező | Selejtező | Döntő                                                                        | Döntő    |
| Versenyző                          | Versenyszám          | Pont      | Helyezés  | Pont                                                                         | Helyezés |
| ---------------------------------- | -------------------- | --------- | --------- | ---------------------------------------------------------------------------- | -------- |
| Major Veronika Tátrai-Fejes Miklós | Légpisztoly          | 573       | 13.       | Kiesett                                                                      | Kiesett  |
| Sike Renáta Bartók Csaba           | Légpisztoly          | 555       | 28.       | Kiesett                                                                      | Kiesett  |
| Mészáros Eszter Pekler Zalán       | Légpuska             | 631,6     | 1.        | Spanyolország (ESP) · Paula Grande Martzinez · Jesus Oviedo Berenguer · 17–7 |          |
| Dénes Eszter Péni István           | Légpuska             | 626,8     | 13.       | Kiesett                                                                      | Kiesett  |
| Mészáros Eszter Pekler Zalán       | Sportpuska összetett | 579       | 5..       | Kiesett                                                                      | Kiesett  |
| Dénes Eszter Péni István           | Sportpuska összetett | 862       | 12..      | Kiesett                                                                      | Kiesett  |

## Sportmászás

#### Férfi
| Versenyző      | Versenyszám             | Elődöntő | Elődöntő | Döntő    | Döntő | Döntő    |
| Versenyző      | Versenyszám             | Eredmény | Helyezés | Eredmény | Idő   | Helyezés |
| -------------- | ----------------------- | -------- | -------- | -------- | ----- | -------- |
| Tusnády Nimród | Nehézségi mászás (Lead) | +34      | 10.      | 8        | 0:39  | 10.      |

## Strandkézilabda

#### Férfi
| Versenyző | Csoportkör            | Csoportkör           | Csoportkör          | Csoportkör | Negyeddöntő            | Elődöntő            | Döntő                  | Helyezés |
| Versenyző | Ellenfél Eredmény     | Ellenfél Eredmény    | Ellenfél Eredmény   | Hely.      | Ellenfél Eredmény      | Ellenfél Eredmény   | Ellenfél Eredmény      | Helyezés |
| --- | --------------------- | -------------------- | ------------------- | ---------- | ---------------------- | ------------------- | ---------------------- | -------- |
| Balog Ádám Csuka Balázs Gyene Norbert Hajdu Péter John András Kovácsovics László Kun Attila Nahaj László Neukum Csanád Rozmán Bence Vizes Patrik Zakics Bence | Horvátország (CRO)0–2 | Németország (GER)2–1 | Portugália (POR)2–0 | 2.         | Lengyelország (POL)2–1 | Portugália (POR)2–0 | Spanyolország (ESP)1–2 |          |

## Szinkronúszás

#### Női
| Versenyző | Versenyszám                | Selejtező | Selejtező | Döntő    | Döntő |
| Versenyző | Versenyszám                | Pont      | Hely      | Pont     | Hely  |
| --- | -------------------------- | --------- | --------- | -------- | ----- |
| Barbócz Blanka Bastianelli Angelika | Páros szabad program       | 147,2792  | 11.       | 124,0500 | 11.   |
| Barbócz Blanka Bastianelli Angelika | Páros rövid program        |           |           | 170,7866 | 15.   |
| (Fábos Léna Dalma) Götz Lilien Hungler Szabina Mercédesz Kecskés Kira Olimpia Márialigeti Réka Rykovskaia Iulia Szórát Léna Taksonyi Blanka Uy Roxána Mercédesz Veréb Elina | Csapat akrobatikus program |           |           | 168,2534 | 6.    |

## Taekwondo

#### Férfi
| Versenyző     | Versenyszám | Nyolcaddöntő                      | Negyeddöntő                 | Elődöntő          | Vigaszágelődöntő  | Bronz- mérkőzés               | Döntő             | Helyezés |
| Versenyző     | Versenyszám | Ellenfél Eredmény                 | Ellenfél Eredmény           | Ellenfél Eredmény | Ellenfél Eredmény | Ellenfél Eredmény             | Ellenfél Eredmény | Helyezés |
| ------------- | ----------- | --------------------------------- | --------------------------- | ----------------- | ----------------- | ----------------------------- | ----------------- | -------- |
| Salim Sharif  | Légsúly     | Serghei Uscov (MDA) · 2–1         | Cyrian Ravet (FRA) · 0–2    | Kiesett           | Kiesett           | Kiesett                       | Kiesett           | Kiesett  |
| Józsa Levente | Pehelysúly  | Otto Herlev Jørgensen (DEN) · 0–2 | Kiesett                     | Kiesett           | Kiesett           | Kiesett                       | Kiesett           | Kiesett  |
| Bailey Kelen  | Középsúly   | Vladyslav Bondar (UKR) · 2–1      | Patrik Divkovic (SLO) · 0–2 |                   |                   | Enbiya Taha Biçer (TUR) · 2–1 |                   |          |

#### Női
| Versenyző         | Versenyszám | Nyolcaddöntő                 | Negyeddöntő                | Elődöntő                             | Vigaszágelődöntő               | Bronz- mérkőzés         | Döntő                  | Helyezés |
| Versenyző         | Versenyszám | Ellenfél Eredmény            | Ellenfél Eredmény          | Ellenfél Eredmény                    | Ellenfél Eredmény              | Ellenfél Eredmény       | Ellenfél Eredmény      | Helyezés |
| ----------------- | ----------- | ---------------------------- | -------------------------- | ------------------------------------ | ------------------------------ | ----------------------- | ---------------------- | -------- |
| Csáki Hanna       |             | Lena Stojković (CRO) · 0–2   | Kiesett                    | Kiesett                              | Phoenix Goodman (GBR) · 0–2    | Kiesett                 | Kiesett                | Kiesett  |
| Patakfalvy Luca   | Harmatsúly  | Louise Lingbaek (DEN) · 2–0  | Jodie McKew (GBR) · 2–1    | Alma María Pérez Parrado (ESP) · 0–2 |                                | Biana Lager (ISR) · 2–0 |                        |          |
| Márton Luana      | Pehelysúly  | Raheleh Asemani (BEL) · 2–1  | Faidra Kalteki (GRE) · 2–0 | Hatice Kübra İlgün (TUR) · 2–1       |                                |                         | Jade Jones (GBR) · 0–2 |          |
| Patakfalvy Csenge | Könnyűsúly  | Julis Szpak (POL) · 0–2      | Kiesett                    | Kiesett                              | Kiesett                        | Kiesett                 | Kiesett                | Kiesett  |
| Márton Viviana    | Váltósúly   | Magda Wiet-Hénin (FRA) · 0–2 | Kiesett                    | Kiesett                              | Kiesett                        | Kiesett                 | Kiesett                | Kiesett  |
| Füredi Rebeka     | Középsúly   | Sude Uzuncavdar (TUR) · 0–2  | Kiesett                    | Kiesett                              | Althéa Laurin (FRA) · 0–2      | Kiesett                 | Kiesett                | Kiesett  |
| Padla Orsolya     | Nehézsúly   | Nafia Kuş (TUR) · 0–2        | Kiesett                    | Kiesett                              | Kalina Boyadzhieva (BUL) · 0–2 | Kiesett                 | Kiesett                | Kiesett  |

## Teqball

#### Női
| Versenyző                  | Versenyszám | Csoportkör                  | Csoportkör                | Csoportkör                     | Csoportkör | Negyeddöntő                  | Elődöntő               | Döntő             | Helyezés |
| Versenyző                  | Versenyszám | Ellenfél Eredmény           | Ellenfél Eredmény         | Ellenfél Eredmény              | Hely.      | Ellenfél Eredmény            | Ellenfél Eredmény      | Ellenfél Eredmény | Helyezés |
| -------------------------- | ----------- | --------------------------- | ------------------------- | ------------------------------ | ---------- | ---------------------------- | ---------------------- | ----------------- | -------- |
| Janicsek Zsanett           | Egyéni      | Antonija Vranic (CRO) · 2–0 | Andrea Sommer (AUT) · 2–0 | Anastasija Lemajic (SRB) · 2–0 | 1.         | Nanna Kristensen (DEN) · 0–2 | Kiesett                | Kiesett           | Kiesett  |
| Janicsek Zsanett Vasas Lea | Páros       | Ukrajna (UKR)2–0            | Portugália (POR)2–0       |                                | 1.         | Dánia (DEN)2–0               | Lengyelország (POL)2–0 | Románia (ROM)2–1  |          |

#### Férfi
| Versenyző                | Versenyszám | Csoportkör          | Csoportkör        | Csoportkör        | Csoportkör | Negyeddöntő       | Elődöntő               | Döntő             | Helyezés |
| Versenyző                | Versenyszám | Ellenfél Eredmény   | Ellenfél Eredmény | Ellenfél Eredmény | Hely.      | Ellenfél Eredmény | Ellenfél Eredmény      | Ellenfél Eredmény | Helyezés |
| ------------------------ | ----------- | ------------------- | ----------------- | ----------------- | ---------- | ----------------- | ---------------------- | ----------------- | -------- |
| Bányik Csaba Katz Balázs | Páros       | Montenegró (MNE)2–0 | Koszovó (KOS)2–0  |                   | 1.         | Ukrajna (UKR)2–0  | Lengyelország (POL)2–1 | Szerbia (SRB)2–1  |          |

#### Vegyes
| Versenyző             | Versenyszám | Csoportkör           | Csoportkör        | Csoportkör        | Csoportkör | Negyeddöntő        | Elődöntő            | Döntő             | Helyezés |
| Versenyző             | Versenyszám | Ellenfél Eredmény    | Ellenfél Eredmény | Ellenfél Eredmény | Hely.      | Ellenfél Eredmény  | Ellenfél Eredmény   | Ellenfél Eredmény | Helyezés |
| --------------------- | ----------- | -------------------- | ----------------- | ----------------- | ---------- | ------------------ | ------------------- | ----------------- | -------- |
| Vasas Lea Katz Balázs | Páros       | Olaszország (ITA)2–0 | Ausztria (AUT)2–0 | Moldova (MDA)2–0  | 1.         | Szlovákia (SVK)2–0 | Csehország (CZE)2–0 | Szerbia (SRB)2–0  |          |

## Tollaslabda

#### Férfi
| Versenyző   | Versenyszám | Csoportkör                | Csoportkör                | Csoportkör                  | Csoportkör | Nyolcaddöntő                  | Negyeddöntő       | Elődöntő          | Döntő             | Helyezés |
| Versenyző   | Versenyszám | Ellenfél Eredmény         | Ellenfél Eredmény         | Ellenfél Eredmény           | Hely.      | Ellenfél Eredmény             | Ellenfél Eredmény | Ellenfél Eredmény | Ellenfél Eredmény | Helyezés |
| ----------- | ----------- | ------------------------- | ------------------------- | --------------------------- | ---------- | ----------------------------- | ----------------- | ----------------- | ----------------- | -------- |
| Pytel Gergő | Egyéni      | Christo Popov (FRA) · 0–2 | Matthew Abela (MLT) · 2–0 | Filip Špoljarec (CRO) · 2–0 | 2.         | Toma Junior Popov (FRA) · 0–2 | Kiesett           | Kiesett           | Kiesett           | Kiesett  |

#### Női
| Versenyző         | Versenyszám | Csoportkör             | Csoportkör                | Csoportkör                | Csoportkör | Nyolcaddöntő               | Negyeddöntő       | Elődöntő          | Döntő             | Helyezés |
| Versenyző         | Versenyszám | Ellenfél Eredmény      | Ellenfél Eredmény         | Ellenfél Eredmény         | Hely.      | Ellenfél Eredmény          | Ellenfél Eredmény | Ellenfél Eredmény | Ellenfél Eredmény | Helyezés |
| ----------------- | ----------- | ---------------------- | ------------------------- | ------------------------- | ---------- | -------------------------- | ----------------- | ----------------- | ----------------- | -------- |
| Sándorházi Vivien | Egyéni      | Lianne Tan (BEL) · 0–2 | Nella Nyqvist (FIN) · 2–0 | Yasmine Hamza (ITA) · 2–0 | 2.         | Kirsty Gilmour (GBR) · 1–2 | Kiesett           | Kiesett           | Kiesett           | Kiesett  |

## Triatlon

#### Férfi
| Versenyző     | Versenyszám | Idő     | Helyezés |
| ------------- | ----------- | ------- | -------- |
| Dobi Gergő    | Egyéni      | 1:49,06 | 24.      |
| Dévay Zsombor | Egyéni      | feladta | feladta  |
| Kiss Gergely  | Egyéni      | 1:48,58 | 23.      |

#### Női
| Versenyző      | Versenyszám | Idő     | Helyezés |
| -------------- | ----------- | ------- | -------- |
| Kropkó Márta   | Egyéni      | 1:59,18 | 15.      |
| Sárszegi Noémi | Egyéni      | 2:03,58 | 31.      |

#### Vegyes
| Versenyző                                              | Versenyszám | Idő     | Helyezés |
| ------------------------------------------------------ | ----------- | ------- | -------- |
| Bragmayer Zsanett Kropkó Márta Dobi Gergő Kiss Gergely | Csapat      | 1:07,40 |          |

## Vívás

#### Férfi
| Versenyző                                               | Versenyszám      | 64-es főtábla                   | 32-es főtábla                    | Nyolcaddöntő                           | Negyeddöntő                 | Elődöntő                    | Döntő                    | Helyezés |
| Versenyző                                               | Versenyszám      | Ellenfél Eredmény               | Ellenfél Eredmény                | Ellenfél Eredmény                      | Ellenfél Eredmény           | Ellenfél Eredmény           | Ellenfél Eredmény        | Helyezés |
| ------------------------------------------------------- | ---------------- | ------------------------------- | -------------------------------- | -------------------------------------- | --------------------------- | --------------------------- | ------------------------ | -------- |
| Andrásfi Tibor                                          | Párbajtőr        | Svetlozar Iskrov (BUL) · 15–6   | Alvaro Ibanez (ESP) · 11–15      | Kiesett                                | Kiesett                     | Kiesett                     | Kiesett                  | Kiesett  |
| Koch Máté                                               | Párbajtőr        | Jonathan Svensson (SWE) · 15–8  | Max Heinzer (SUI) · 15–11        | Filipe Frazao (POR) · 14–15            | Kiesett                     | Kiesett                     | Kiesett                  | Kiesett  |
| Nagy Dávid                                              | Párbajtőr        | Rafael Tulen (NED) · 15–8       | Hadrien Favre (SUI) · 15–8       | Tristan Tulen (NED) · 8–9              | Kiesett                     | Kiesett                     | Kiesett                  | Kiesett  |
| Siklósi Gergely                                         | Párbajtőr        | Topias Tauriainen (FIN) · 13–15 | Kiesett                          | Kiesett                                | Kiesett                     | Kiesett                     | Kiesett                  | Kiesett  |
| Bagdányi Albert                                         | Tőr              | Laurenz Rieger (GER) · 10–15    | Kiesett                          | Kiesett                                | Kiesett                     | Kiesett                     | Kiesett                  | Kiesett  |
| Dósa Dániel                                             | Tőr              |                                 | Marcus Mepstead (GBR) · 13–15    | Kiesett                                | Kiesett                     | Kiesett                     | Kiesett                  | Kiesett  |
| Szemes Gergő                                            | Tőr              | Leopold Kuchta (SVK) · 15–7     | Jan Jurkiewicz (POL) · 15–7      | Jonas Winterberg-Poulsen (DEN) · 13–15 | Kiesett                     | Kiesett                     | Kiesett                  | Kiesett  |
| Tóth Gergely                                            | Tőr              | Lev Holý (CZE) · 15–14          | Andrzej Rzadkowski (POL) · 14–15 | Kiesett                                | Kiesett                     | Kiesett                     | Kiesett                  | Kiesett  |
| Decsi Tamás                                             | Kard             | Jonathan Webb (GBR) · W         | Enver Yildirim (TUR) · 11–15     | Kiesett                                | Kiesett                     | Kiesett                     | Kiesett                  | Kiesett  |
| Gémesi Csanád                                           | Kard             |                                 | Razvan Ursachi (ROU) · 13–15     | Kiesett                                | Kiesett                     | Kiesett                     | Kiesett                  | Kiesett  |
| Szatmári András                                         | Kard             |                                 | Oleksiy Statsenko (UKR) · 15–10  | Sandro Bazadze (GEO) · 9–15            | Sandro Bazadze (GEO) · 9–15 | Kiesett                     | Kiesett                  | Kiesett  |
| Szilágyi Áron                                           | Kard             |                                 | Inaki Bravo (ESP) · 15–2         | Iulian Teodosiu (ROU) · 15–11          | Lorenz Kempf (GER) · 15–11  | Sandro Bazadze (GEO) · 9–15 |                          |          |
| Andrásfi Tibor Koch Máté Nagy Dávid Siklósi Gergely     | Párbajtőr csapat |                                 |                                  | Dánia (DEN)45–32                       | Spanyolország (ESP)37–32    | Olaszország (ITA)45–35      | Svájc (SUI)28–26         |          |
| Dósa Dániel Németh András Szemes Gergő Tóth Gergely     | Tőr csapat       |                                 |                                  | Ausztria (AUT)45–31                    | Olaszország (ITA)33–45      | Ukrajna (UKR)45–30          | Lengyelország (POL)29–45 | 6.       |
| Decsi Tamás Gémesi Csanád Szatmári András Szilágyi Áron | Kard csapat      |                                 |                                  | Azerbajdzsán (AZE)45–25                | Grúzia (GEO)45–28           | Franciaország (FRA)42–45    | Németország (GER)28–45   | 4.       |

#### Női
| Versenyző                                                  | Versenyszám      | 64-es főtábla                            | 32-es főtábla                      | Nyolcaddöntő                         | Negyeddöntő                       | Elődöntő                                    | Döntő                                 | Helyezés |
| Versenyző                                                  | Versenyszám      | Ellenfél Eredmény                        | Ellenfél Eredmény                  | Ellenfél Eredmény                    | Ellenfél Eredmény                 | Ellenfél Eredmény                           | Ellenfél Eredmény                     | Helyezés |
| ---------------------------------------------------------- | ---------------- | ---------------------------------------- | ---------------------------------- | ------------------------------------ | --------------------------------- | ------------------------------------------- | ------------------------------------- | -------- |
| Kun Anna                                                   | Párbajtőr        | Paulina Bajorunaite-Stauske (LTU) · 15–7 | Ricarda Multerer (GER) · 15–10     | Irina Embrich (EST) · 15–11          | Renata Kapik-Miazga (POL) · 15–11 | Martyna Swatowska-Wenglarczyk (POL) · 10–15 |                                       |          |
| Muhari Eszter                                              | Párbajtőr        | Aube Vandingenen (BEL) · 15–7            | Susan Maria Sica (GBR) · 15–12     | Pauline Brunner (SUI) · 15–4         | Alexandra Ehler (GER) · 12–15     | Kiesett                                     | Kiesett                               | Kiesett  |
| Tóth Jázmin                                                | Párbajtőr        | Solane Beken (BEL) · 13–10               | Nefeli Rodopoulou (GRE) · 7–6      | Renata Kapik-Miazga (POL) · 5–15     | Kiesett                           | Kiesett                                     | Kiesett                               | Kiesett  |
| Wimmer Dorina                                              | Párbajtőr        | Andjela Miličić (SRB) · 15–9             | Irina Embrich (EST) · 8–15         | Kiesett                              | Kiesett                           | Kiesett                                     | Kiesett                               | Kiesett  |
| Kondricz Kata                                              | Tőr              |                                          | Aleksandra Jeglinska (POL) · 15–13 | Julia Walczyk-Klimaszyk (POL) · 7–15 | Kiesett                           | Kiesett                                     | Kiesett                               | Kiesett  |
| Kreiss Fanni                                               | Tőr              |                                          | Ariadna Castro (ESP) · 15–12       | Hanna Lyczbinska (POL) · 6–7         | Kiesett                           | Kiesett                                     | Kiesett                               | Kiesett  |
| Lupkovics Dóra                                             | Tőr              | Andrea Bimova (CZE) · 15–7               | Kate Beardmore (GBR) · 9–15        | Kiesett                              | Kiesett                           | Kiesett                                     | Kiesett                               | Kiesett  |
| Pásztor Flóra                                              | Tőr              |                                          | Ester Schreiber (SWE) · 15–11      | Olivia Wohlgemuth (AUT) · 15–4       | Hanna Lyczbinska (POL) · 15–13    | Gili Kuritzky (ISR) · 15–7                  | Julia Walczyk-Klimaszyk (POL) · 11–15 |          |
| Battai Sugár Katinka                                       | Kard             | Kiesett                                  | Kiesett                            | Kiesett                              | Kiesett                           | Kiesett                                     | Kiesett                               | Kiesett  |
| Katona Renáta                                              | Kard             |                                          | Larissa Eifler (GER) · 15–12       | Sabina Karimova (AZE) · 15–12        | Eloisa Passaro (ITA) · 9–15       | Kiesett                                     | Kiesett                               | Kiesett  |
| Pusztai Liza                                               | Kard             | Kiesett                                  | Kiesett                            | Kiesett                              | Kiesett                           | Kiesett                                     | Kiesett                               | Kiesett  |
| Szűcs Luca                                                 | Kard             |                                          | Angelika Wator (POL) · 13–15       | Kiesett                              | Kiesett                           | Kiesett                                     | Kiesett                               | Kiesett  |
| Büki Lili Kun Anna Muhari Eszter Wimmer Dorina             | Párbajtőr csapat |                                          |                                    | Spanyolország (ESP)38–35             | Lengyelország (POL)45–39          | Olaszország (ITA)38–31                      | Franciaország (FRA)33–34              |          |
| Kondricz Kata Kreiss Fanni Lupkovics Dóra Pásztor Flóra    | Tőrcsapat        |                                          |                                    | Moldova (MDA)45–23                   | Spanyolország (ESP)45–28          | Olaszország (ITA)35–45                      | Németország (GER)38–45                | 4.       |
| Battai Sugár Katinka Katona Renáta Pusztai Liza Szűcs Luca | Kardcsapat       |                                          |                                    |                                      | Görögország (GRE)45–30            | Olaszország (ITA)40–45                      | Bulgária (BUL)45–40                   |          |